# Grzegorz Krysiak
Grzegorz Krysiak (ur. 13 lutego 1969 w Zgierzu) – polski piłkarz grający na pozycji  pomocnika, kojarzony głównie z występami w Łódzkim Klubie Sportowym, w barwach którego zdobył tytuł mistrza Polski w sezonie 1997/98. W najwyższej klasie rozgrywkowej rozegrał ogółem 199 meczów i zdobył 20 bramek.
Krysiak rozpoczął swoją karierę piłkarską w Borucie Zgierz, gdzie grał w latach 1986-1992. Przez kolejne 9 lat bronił barw ŁKS-u, zaliczając krótkie epizody w Śląsku Wrocław i Lechii/Polonii Gdańsk. Od sezonu 2001/2002 piłkarz pojawiał się na boiskach niższych klas rozgrywkowych, grając m.in. w Piotrcovii Piotrków Trybunalski i Pelikanie Łowicz.
Po zakończeniu kariery zajął się trenowaniem. Szkolił m.in. piłkarki MUKS Zgierz.
Krysiak przez lata był jednym z ulubieńców najbardziej zagorzałych kibiców ŁKS-u Łódź zasiadających w części Galera stadionu klubu, z racji jego waleczności i nieustępliwości podczas meczów często skandowano słowa: Grzesiu, nasz chuligan.